# Karnofského skóre
Karnofského skóre (odborné označení Karnofsky Performance Status) se používá ve vnitřním lékařství, zejména v  onkologii, ale i v dalších oborech. Tímto skóre je hodnocen celkový stav pacienta. Používá se zejména u onkologických pacientů během léčby, kdy se podle škály hodnotí, zda pacientovi může být podána chemoterapie, nebo jak je nutné změnit dávku léků např. u pacientů v paliativní péči. Dále se používá v randomizovaných klinických studiích pro hodnocení kvality života. 

## Systémy hodnocení
Karnofského skóre je podle WHO nejčastěji používané hodnocení pro dospělé pacienty. Pro děti do 16 let je doporučeno Lanského skóre.

### Karnofského skóre
Karnofského skóre má hodnoty od 100 do 0, kde 100 je "perfektní" zdraví a 0 je smrt. Přestože škála je popsána v intervalech po 10, může lékař podle potřeby měnit skóre i v rozmezí těchto hodnot. Skóre je pojmenováno po americkém lékaři a výzkumníkovi Dr. Davidu A. Karnofském (1914-1969), který tuto škálu popsal společně s Dr. Josephem H. Burchenalem a dalšími spolupracovníky v roce 1948.
- 100 % – normální stav, bez obtíží, bez známek onemocnění
- 90 % – schopen normální aktivity, velmi málo symptomů
- 80 % – schopen normální aktivity s mírnými obtížemi, symptomy
- 70 % – soběstačný, neschopen normálních aktivit či práce
- 60 % – občas vyžaduje pomoc, zvládá většinu osobních potřeb
- 50 % – často potřebuje pomoc, často vyžaduje lékařskou léči
- 40 % – invalidita, vyžaduje speciální péči a pomoc
- 30 % – těžká invalidita, indikace k přijetí do nemocnice
- 20 % – těžce nemocný, potřeba urgentní hospitalizace, vyžaduje podpůrná opatření a léčbu
- 10 % – moribundní, rychle progredující fatální onemocnění
- 0 % – smrt

### Lanského skóre
Pro děti, které mají většinou problémy s vyjádřením kvality svého života, se používá hodnotící systém, více zaměřený na pozorování. Nejčastěji se tak hodnotí děti a mládež do 16 let. Tento systém navrhl a zavedl Lanský se svými spolupracovníky v roce 1987.
- 100 – plně aktivní, norma
- 90 – menší omezení při těžké fyzické aktivitě
- 80 – aktivní, ale brzy se unaví
- 70 – větší omezení při hře a kratší doba při herních aktivitách
- 60 – je vzhůru, ale hraje si málo; nenechá se vyrušit při klidných aktivitách
- 50 – během dne polehává, ale obleče se; aktivně se nezapojuje do klidných her a aktivit
- 40 – převážně v posteli; zapojí se do klidných aktivit
- 30 – upoután na lůžko; potřebuje asistenci i u klidných her
- 20 – často spí; omezeně se zapojuje jen do velmi pasivních aktivit
- 10 – nehraje si; nezvedá se z postele
- 0 – nereagující